# بلدية مبيمبي
مبيمبي إحدى بلديات مقاطعة بوجومبورا الريفية في بوروندي.